# Годвін Вессекський
Годвін (давньоангл. Gōdwine; нар. 1001 —пом. 15 квітня 1053) — один з найвпливовіших лордів Англії під час правління данського короля Канута Великого та його нащадків, ерл Вессекський з 1019 року.
Годвін був батьком останнього англосаксонського короля Гарольда Годвінсона та Едіти Вессекської, дружини короля Едуарда Сповідника.

## Біографія
Ймовірно його дідом був Етельмер, елдормен Східного Вессексу. Син Вулфнота, тена з Сасексу. Годвін народився в 1001 році в Англії. Був воєначальником. Сильно підвищився в статусі за правління в Англії вікінгської династії Кнютлінгів. Особливо за Канута Великого. Після його смерті в 1035 році до Англії повернулися останні члени Вессекської династії - сини Етельреда Безрадного Альфред та Едуард. Тому щоб догодити новому королю Гарольду І, Годвін виколов очі та убив Альфреда, а Едуарду ледве вдалося втекти назад в Нормандію.
Після смерті Гарольда І Заячої Лапи в 1040 році, Годвін присягнув на вірність новому королю Гардекнуду. Після смерті Гардекнуда в 1042 році до країни повернувся Едуард з Вессекської династії. Він став королем і вигнав Годвіна з країни, намагаючись помститись за загибель свого старшого брата. Але Годвін згодом зміг добряче заплатити щоб бути прийнятим назад і повернути свій великий титул графа Вессекського. Після цього Годвін став тестем короля Едуарда, видавши за нього заміж свою доньку Едіту Вессекську.
Вплив Годвіна дедалі зростав він став найбагатшою та найвпливовішою людиною в Англії. Скоро Едуарду це набридло і він вирішив почати тиснути на тестя. В 1051 році довелося зібрати палату лордів які постановили виступити проти Годвіна. Але в битві 5 вересня 1051 року Едуард програв і змушений був присягнути на вірність Годвіну. Останні роки Годвін прожив у розкоші і славі. Помер 15 квітня 1053 року у віці 52 років від пневмонії. Був похований у Вінчестерському соборі.